# Judith Moffett
Judith Moffett (Louisville, 30 agosto 1942) è una scrittrice statunitense.

## Biografia
Nata a Louisville nel 1942, ha conseguito un B.A. nel 1964 all'Hanover College, un M.A. alla Colorado State University nel 1966 e un dottorato di ricerca in storia degli Stati Uniti d'America all'Università della Pennsylvania nel 1971.
Ha esordito nella narrativa con due raccolte di liriche: Keeping Time del 1976 e 
Whinny Moor Crossing del 1984, anno in cui ha pubblicato anche un saggio sul poeta James Merrill.
Ha cominciato a pubblicare racconti di fantascienza negli anni '80 imponendosi all'attenzione nel 1987 con la vittoria del Premio Theodore Sturgeon Memorial al quale farà seguito il Premio Astounding per il miglior nuovo scrittore l'anno successivo.

## Opere

### Romanzi
- Il pianeta maledetto (Pennterra, 1987), Milano, Peruzzo,  Guerrieri Stellari N. 3, 1989 traduzione di Massimiliana Brioschi
- Incontro con gli Hefn (The Ragged World, 1991), Milano, Nord, Cosmo Argento N. 228, 1992 traduzione di Maria Cristina Pietri ISBN 88-429-0230-6.
- Time, Like an Ever-Rolling Stream (1992)
- The Bird Shaman (2008)

### Raccolte di poesie
- Keeping Time: Poems (1976)
- Whinny Moor Crossing (1984)
- Tarzan in Kentucky (2015)

### Raccolte di racconti
- Two that Came True (1991)
- The Bear's Baby and Other Stories (2017)

### Romanzi brevi
- Tiny Tango (1989)

### Saggi
- James Merrill: An Introduction to the Poetry (1984)
- Homestead Year: Back to the Land in Suburbia (1995)
- Unlikely Friends - James Merrill and Judith Moffett: A Memoir (2019)

## Premi e riconoscimenti
- Premio Nebula per il miglior racconto: 1986 finalista con Surviving e 1988 finalista con ...a Whinny Moor finalmente verrai (The Hob)
- Premio Theodore Sturgeon Memorial: 1987 vincitrice con Surviving
- Premio Astounding per il miglior nuovo scrittore: 1988
- Premio Hugo per il miglior romanzo breve: 1990 finalista con Tiny Tango
- Premio Nebula per il miglior romanzo breve: 1990 finalista con Tiny Tango